# Plaza de toros El Progreso
La Plaza de toros El Progreso fue un coso taurino ubicado en Guadalajara en el Estado de Jalisco en México.

## Historia
Este recinto fue inaugurado en 1856, con una corrida protagonizada por el torero Lizo Zamora, quien cobró 50 pesos por lidiar cinco astados procedentes de haciendas cercanas a la capital de Jalisco, cuando algunas calles de Guadalajara estaban empedradas, como las próximas a esta plaza, y otras simplemente eran de terracería, generalmente en el extrarradio.
Sobre el albero de esta plaza lidiaron toros, matadores como Rodolfo Gaona El Califa de León, Juan Silveti, Luis Castro El Soldado, Carmelo Pérez, Pepe Ortiz, Manolo Martínez, así como el novillero Fermín Espinosa Armillita.
Además de corridas de toros, el coso fue escenario de elevaciones aerostáticas por parte de Abraham Dávalos, Tranquilino Alemán y otros, quienes colgados de un trapecio  emocionaban al público con sus acrobacias; presentaciones del payaso inglés Ricardo Bell, quien con sus actuaciones provocaba la hilaridad de la multitud; conciertos de grupos musicales transportados en la Caravana Corona (patrocinada por la cerveza de esa marca), en el decenio de 1960, encabezados por el cantautor y guitarrista de El Salto, Mike Laure; presentaciones de los Hermanos Martínez Gil, etcétera.

### Última corrida
Luego de decenios de ser el escenario de memorables corridas de toros, novilladas y otros espectáculos, el coso taurino del tradicional Barrio de San Juan de Dios debió ofrecer la última corrida, desarrollada el lunes 1 de enero de 1979, con un cartel de Año Nuevo que se convirtió en un mano a mano entre los matadores Manolo Arruza y Miguel Espinosa Armillita, ya que quien iba a ser el segundo espada, David Silveti, enfermó. Los astados lidiados fueron tres de la ganadería  vallelupense de San Mateo (tercero, quinto y sexto) y tres de la zacatecana Valparaíso (primero, segundo y cuarto). La vuelta al ruedo del "Adiós" la dieron los dos diestros, sus subalternos, el empresario Ignacio García Aceves, figuras, personajes pintorescos, y un sinfín de colados, al tiempo que el público, que abarrotó la plaza, cantaba Las golondrinas, del médico y compositor mexicano Narciso Serradell.

### Demolición
Días después de la corrida final, y luego de 123 años de funcionar como sede taurina, las autoridades estatales de Jalisco encargaron al arquitecto Ignacio Díaz Morales la demolición de la plaza y numerosas fincas más del centro de la ciudad de Guadalajara, en una superficie de 35,000 metros cuadrados, para dar paso a la construcción de la Plaza Tapatía, que fue inaugurada el 5 de febrero de 1982 por los entonces presidente de México, José López Portillo, y gobernador de Jalisco, Flavio Romero de Velasco.

## Descripción
Fue una plaza de toros de primera categoría, aunque al principio –1856– el máximo aforo fue de 3000 espectadores, posteriormente tuvo varias ampliaciones, hasta contar con una capacidad para 14,000 aficionados sentados.